# Michigan 500 1997
U.S. 500 Presented by Toyota 1997 var ett race som var den tolfte deltävlingen i CART World Series 1997, och kördes den 27 juli på Michigan International Speedway. Alex Zanardi tog över mästerskapsledningen från Paul Tracy, genom att ta sin tredje seger för säsongen. Det var första gången Zanardi vann en tävling på en oval, och han blev den förste italienaren någonsin att vinna ett race över 500 miles. Zanardi tackade motortillverkaren Honda för segern, och sade att den tålde värmen bättre än de andra motorerna, vilket var en viktig faktor i högsommarvärmen.

## Slutresultat
| Plats | Förare                | Team                     | Grid | Kvaltid |
| ----- | --------------------- | ------------------------ | ---- | ------- |
| 1     | Alex Zanardi          | Chip Ganassi Racing      | 7    | 31,176  |
| 2     | Mark Blundell         | PacWest Racing           | 11   | 31,392  |
| 3     | Gil de Ferran         | Walker Racing            | 10   | 31,366  |
| 4     | Paul Tracy            | Marlboro Team Penske     | 18   | 31,562  |
| 5     | Bryan Herta           | Team Rahal               | 8    | 31,278  |
| 6     | Maurício Gugelmin     | PacWest Racing           | 2    | 30,836  |
| 7     | Dennis Vitolo         | Project Indy             | 27   | 32,929  |
| 8     | Max Papis             | Arciero-Wells Racing     | 23   | 32,405  |
| 9     | Hiro Matsushita       | Arciero-Wells Racing     | 26   | 32,566  |
| 10    | Gualter Salles        | Davis/Craig Racing       | 20   | 31,593  |
| 11    | Juan Manuel Fangio II | All American Racing      | 25   | 32,539  |
| 12    | Arnd Meier            | Payton/Coyne Racing      | 28   | -       |
| 13    | Michel Jourdain Jr.   | Payton/Coyne Racing      | 17   | 31,507  |
| 14    | Scott Pruett          | Patrick Racing           | 1    | 30,788  |
| 15    | Patrick Carpentier    | Bettenhausen Motorsports | 12   | 31,395  |
| 16    | Christian Fittipaldi  | Newman/Haas Racing       | 14   | 31,469  |
| 17    | Bobby Rahal           | Team Rahal               | 6    | 31,170  |
| 18    | Raul Boesel           | Patrick Racing           | 3    | 30,932  |
| 19    | Dario Franchitti      | Hogan Racing             | 13   | 31,397  |
| 20    | Al Unser Jr.          | Marlboro Team Penske     | 16   | 31,485  |
| 21    | Michael Andretti      | Newman/Haas Racing       | 19   | 31,588  |
| 22    | Richie Hearn          | Della Penna Motorsports  | 22   | 32,349  |
| 23    | André Ribeiro         | Tasman Motorsports       | 9    | 31,313  |
| 24    | Jimmy Vasser          | Chip Ganassi Racing      | 4    | 30,967  |
| 25    | Parker Johnstone      | Team KOOL Green          | 5    | 31,013  |
| 26    | Adrián Fernández      | Tasman Motorsports       | 15   | 31,485  |
| 27    | Greg Moore            | Forsythe Racing          | 21   | 31,612  |
| 28    | P.J. Jones            | All American Racing      | 24   | 32,489  |